# Leo Fritz Gruber

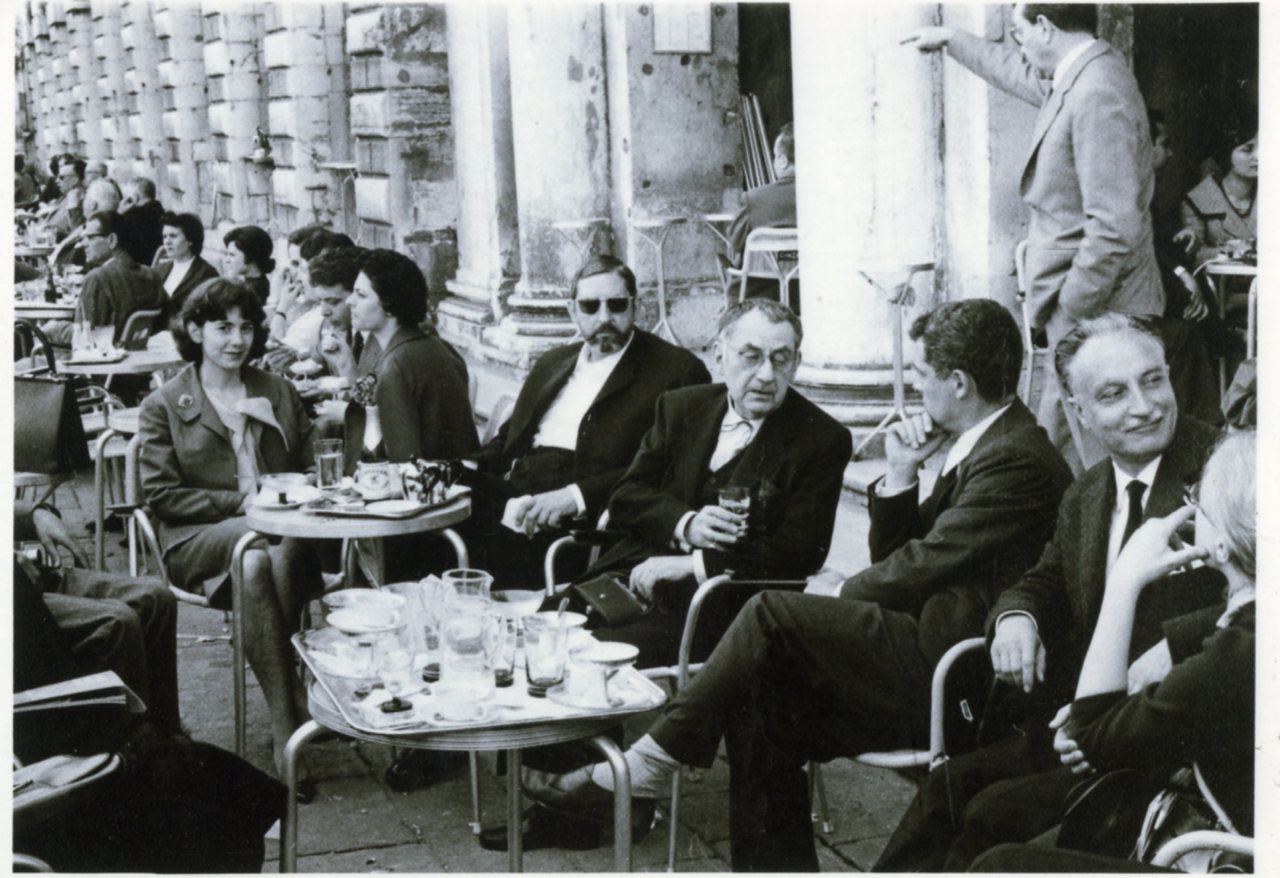
Leo Fritz Gruber (mit dunkler Brille) mit den Fotografen Man Ray, Ugo Mulas und Paolo Monti

Leo Fritz Gruber (* 7. Juni 1908 in Köln; † 30. März 2005 ebenda) war ein deutscher Werbefachmann, Publizist, Sammler und Kurator. Zusammen mit Bruno Uhl gründete er die Photokina.

## Leben
Gruber studierte ab 1926 Philosophie, Germanistik, Kunstgeschichte, Theaterwissenschaft, Zeitungswissenschaft, Völkerkunde und Sprachen, zunächst an den Kölner Werkschulen bei Johan Thorn Prikker, dann an der Universität zu Köln, wo er bei Julius Lips Ethnologie hörte. Gegen Ende seines Studiums, 1930, wurde er Mitgründer und Mitverleger der Wochenzeitungen Kölner Kurier und Westdeutscher Kurier, zwei gegen den Nationalsozialismus ausgerichtete Blätter. Als die Zeitungen 1933 unter anderem wegen einer seiner Artikel verboten wurden, musste Gruber nach London emigrieren und konnte seine Promotion nicht beenden. 
Da er bereits während seiner Schulzeit ein Interesse für Fotografie entwickelt und Fotos des 20. Jahrhunderts gesammelt hatte, wurde er in England Mitarbeiter der Jahrbücher Modern Photography und arbeitete für die Zeitschrift Gebrauchsgraphik. Nach einem Besuch bei seinen Eltern kurz vor Kriegsbeginn konnte er nicht mehr nach England zurück. Wegen einer Polio-Erkrankung wurde er aber nicht zum Kriegsdienst eingezogen. 1942/43 zog er zu seinen Eltern nach Bad Oeynhausen und Minden. Ab 1945 arbeitete er dort als Fotograf der britischen Rheinarmee. 1949 zog er wieder nach Köln.

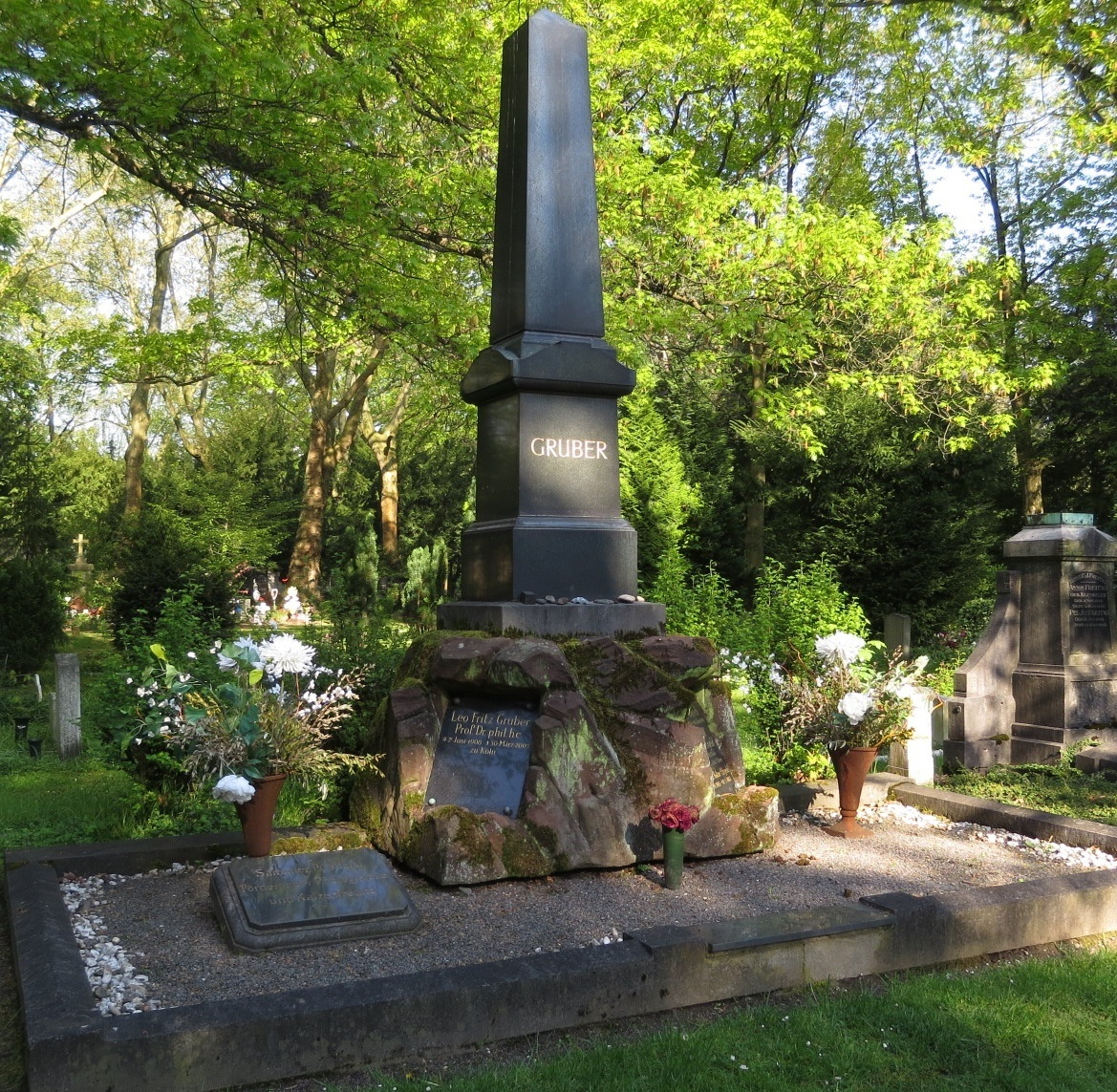
Grubers Grab auf dem Kölner Melaten-Friedhof

Gruber war unter anderem zwei Jahrzehnte lang beruflich und freundschaftlich mit Man Ray verbunden, den er 1956 in Paris kennengelernt hatte. 1960 widmete er ihm im Rahmen der Photokina-Bilderschau in Köln 1960 die Einzelausstellung. 1963 erschien seine Publikation Man Ray Portraits. Zusammen mit seiner Ehefrau Renate trug er eine umfangreiche Sammlung mit Originalen und dokumentarischem Material zu Leben und Werk Man Rays zusammen. 

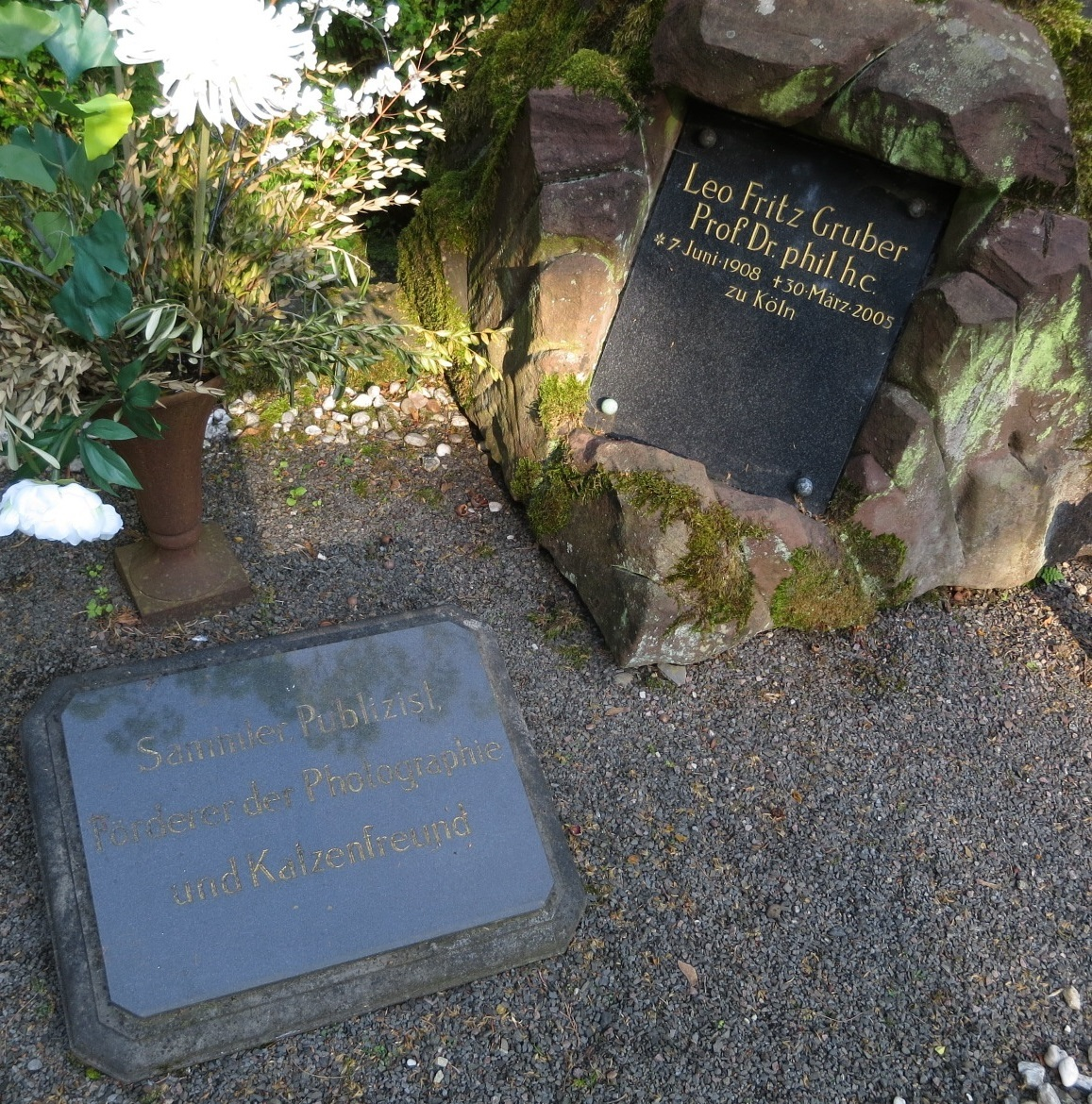
Grab, Detail

Von 1950 bis 1980 organisierte Gruber die Photokina-Bilderschauen, wo er unter anderem 1951 August Sander und 1956 Erich Salomon ausstellte. 1951 wurde er „Fachbeauftragter der deutschen Photo-Wirtschaft für die Kölner Photo- und Kino-Messe 1951“ und initiierte die Gründung der Deutschen Gesellschaft für Photographie. 

## Privates
1959 heiratete Gruber in zweiter Ehe Renate Busch. Seine Tochter aus erster Ehe mit Ilka Maria Roggendorf ist die Künstlerin Bettina Gruber (* 1947). Leo Fritz Gruber starb 2005 in Köln. Sein Grab befindet sich auf dem Melaten-Friedhof. Im selben Grab wurde auch die Urne seines Freundes Alfred Biolek beigesetzt.

## Auszeichnungen
- 1968: David-Octavius-Hill-Medaille der Gesellschaft Deutscher Lichtbildner
- Ehrenzeichen des Deutschen Roten Kreuzes
- Gruber wurde 1974 vom NRW-Ministerpräsident Kühn zum Professor ernannt, 1983 erhielt er das Große Bundesverdienstkreuz, 1985 die Jabach-Medaille der Stadt Köln, 1995 den Verdienstorden des Landes Nordrhein-Westfalen, 1997 das Große Bundesverdienstkreuz mit Stern und 2005 erfolgte seine Ernennung zum Dr. phil. h. c. der Universität Köln.
- Seit dem 2. Photowettbewerb der Universität zu Köln, der anlässlich des 10-jährigen Bestehens des Gasthörer- und Seniorenstudiums ausgeschrieben wurde, übernahm Gruber den Ehrenvorsitz der Jury. Seit seinem Tod führte seine Frau Renate Gruber das Ehrenpatronat in der Jury weiter. Der Wettbewerb trägt heute seinen Namen L. Fritz Gruber-Preis.
- Nach ihm wurde der L.-Fritz-Gruber-Platz (Ecke Herzogstraße/Brückenstraße) in der Kölner Innenstadt benannt, dessen Platzinneres eine Fotografie darstellt, die sich durch wechselndes Tageslicht und wandernde Schatten ständig verändert. 2014 erhielt die Platzgestaltung durch das Architekturbüro Scape, Düsseldorf, und den Lichtplaner Burkhard Wand, Stadt Köln, einen von fünf Auszeichnungen des Kölner Architekturpreises.